# Xã Coldwater, Quận Branch, Michigan
Xã Coldwater (tiếng Anh: Coldwater Township) là một xã thuộc quận Branch, tiểu bang Michigan, Hoa Kỳ. Năm 2010, dân số của xã này là 6.102 người.